# Stella Inda
María de la Soledad García Corona (Pátzcuaro, Michoacán, 28 de junio de 1917-Ciudad de México, 7 de diciembre de 1995), conocida como Stella Inda, fue una actriz y maestra de actuación mexicana. Es recordada por su participación en las películas; Los olvidados (1950), y El rebozo de Soledad (1952). 

## Biografía y carrera
Nació en Pátzcuaro, en el estado mexicano de Michoacán el 28 de junio de 1917. Desde joven se interesó por la actuación, hecho que la llevó a estudiar en la Escuela de Arte Teatral del INBA. Fue el escritor y director de escena Celestino Gorostiza, que le dio su primera oportunidad de aparecer en escena con el grupo de teatro Orientación. También perteneció al grupo teatral PROA, fundado por José de Jesús Aceves, en donde había jóvenes de origen intelectual muy diverso, de los que algunos dejaron después el escenario y otros se convirtieron en actores profesionales como Francisco Muller, la mítica María Douglas y la misma Stella.
En 1934, Inda comenzó su carrera cinematográfica con un modesto papel en la cinta La mujer del puerto, siguiendo participaciones como extra en otras películas menores. En 1937 el importante artista plástico Adolfo Best Maugard preparaba la película La mancha de sangre y entre las aspirantes descubrió a Stella, mientras bailaba vestida con ropa que le había prestado una prostituta, para hacer el casting. Enseguida la eligió y le dio su mote artístico: Stella Inda, siendo esta cinta la primera que protagoniza formalmente. A esta le siguió La noche de los mayas (1939), de Chano Urueta, en la que comparte créditos con Arturo de Córdova e Isabela Corona, su compañera habitual de teatro.
Aunque sus dos primeras participaciones estelares fueron todo un éxito, no tuvo nuevas oportunidades de lucimiento total, aunque si en papeles donde demostró su capacidad para la actuación en cintas como: La torre de los suplicios (1941), La feria de las flores (1943), cinta que marca el debut formal de la posterior estrella, Pedro Infante, Santa (1943) y La fuga (1944), ambas de Norman Foster y con Esther Fernández y Ricardo Montalbán como protagonistas principales, Amok (1944), con María Félix, Bugambilia (1945), de Emilio "Indio" Fernández, con Dolores del Río y Pedro Armendáriz  y Bodas trágicas (1946), en la que debuta otra estrella posterior: Miroslava Stern.  En 1948 escribe la adaptación cinematográfica del filme El gallero, vehículo estelar de Tito Guizar y Rita Macedo. 
En 1947 aceptó participar en la producción de Hollywood Captain from Castile, teniendo el breve papel de La Malinche y con Tyrone Power como protagonista, después de este proyecto le llegaría el papel de su vida: la madre de Pedro (Alfonso Mejía), que es seducida por su amigo el jaibo (Roberto Cobo) en Los olvidados de Luis Buñuel; cinta que ganó en el festival de Cannes y le da su Primer Ariel. Su papel causa controversia entre la sociedad mexicana, ya que no podía admitir que una madre mexicana se comportara como lo hacía el personaje de Inda; sin embargo, el éxito internacional les tapó la boca. En julio de 1945 conoció al escritor Xavier López Ferrer, con quien se casó más tarde y fue un cuento suyo, El rebozo de Soledad, el texto que propuso a Roberto Gavaldón para que lo filmara en 1952. El film se convierte en un éxito instantáneo y le da a Stella su segundo Ariel.
Después de esta cinta no tuvo todas las oportunidades de participar en el cine mexicano que ella hubiera deseado, aunque estuvo presente en la serie de películas sobre La momia azteca, protagonizadas por Ramón Gay y que en años recientes se han vuelto títulos de culto en Europa, destaca su magistral actuación en la cinta Fe, esperanza y caridad (Jorge Fons, 1974). Después de filmar estas cintas se dedica principalmente al teatro, donde destacó por sus actuaciones en las obras Moctezuma II, de Sergio Magaña y Frida Kahlo, Viva la vida, de Federico S. Inclán, principalmente. En 1966 obtuvo el premio a la mejor dirección por la puesta en escena de La gaviota, de Chéjov. Al cine ya solo regresó para participaciones menores.
En los últimos años, fue profesora de interpretación en el Instituto Nacional de Bellas Artes en México. En 1966 el INBA la envió por el lapso de un año a formar actores a Guadalajara, en donde impartió un curso en el Teatro Experimental de Jalisco. Algunos de sus alumnos fueron Rosita y Guillermo "Willy" Aldrete, Miguel Moya y el incipiente dramaturgo Guillermo Schmidhuber de la Mora; como resultado dirigió con sus alumnos El proceso a Jesús de Diego Fermi y La Gaviota de Chéjov, en el Teatro Degollado. La sala de ensayos del Teatro Experimental lleva hoy su nombre. También impartió cursos de actuación en Colima y presentó "El profeta" con versos de Yibrán Jalil Yibrán. Su influencia magisterial marcó un cambio en la escena de estos Estados.
A su regreso a la Ciudad de México actuó en varias obras; sobresale su actuación en Padres terribles de Jean Cocteau. Posteriormente formó parte de los asesores técnicos de actividades culturales de la Jefatura de Prestaciones Sociales del IMSS compartiendo labores con Margarita Mendoza López y Daniel Salazar. En forma paralela, dirigió un grupo de danza folclórica llamada "Stella Inda y Su Conjunto". El amor de su vida, Xavier López Ferrer murió en 1986. Stella se alejó de la escena por su creciente sordera.

## Muerte
El 7 de diciembre de 1995, Inda falleció a los 78 años de edad en Ciudad de México.

## Filmografía
- La mancha de sangre (1937)
- Los olvidados (1950)
- El rebozo de Soledad (1952)

## Premios

### Premios Ariel
| Año  | Categoría            | Película             | Resultado |
| ---- | -------------------- | -------------------- | --------- |
| 1951 | Coactuación femenina | Los olvidados        | Ganadora  |
| 1954 | Actriz               | El rebozo de Soledad | Ganadora  |